# Santi patroni cattolici dei comuni della Valle d'Aosta
Lista di santi patroni cattolici dei comuni della Valle d'Aosta:

## Valle d'Aosta
- Aosta: san Grato / SS Pietro e Paolo.
- Allein: santo Stefano.
- Antey-Saint-André: sant'Andrea apostolo.
- Arnad: san Martino di Tours.
- Arvier: san Sulpizio Severo.
- Avise: san Brizio.
- Ayas: san Martino di Tours.
- Aymavilles: Cristo Re.
- Bard: santa Maria Assunta.
- Bionaz: santa Margherita di Antiochia.
- Brissogne: santa Caterina d'Alessandria.
- Brusson: san Maurizio.
- Challand-Saint-Anselme: sant'Anselmo d'Aosta.
- Challand-Saint-Victor: san Vittore di Marsiglia.
- Chambave: san Lorenzo.
- Chamois: san Pantaleone.
- Champdepraz: san Francesco di Sales.
- Champorcher: san Nicola di Bari.
- Charvensod: santa Colomba di Sens.
- Châtillon: san Pietro.
- Cogne: sant'Orso.
- Courmayeur: san Pantaleone.
- Donnas: san Pietro in vincoli.
- Doues: san Biagio.
- Emarèse: san Pantaleone.
  - fraz. Érésaz: san Rocco.
- Etroubles: Maria Santissima Assunta.
- Fontainemore: sant'Antonio abate
- Fénis: san Maurizio.
- Gaby: san Michele Arcangelo.
- Gignod: sant'Ilario di Poitiers.
- Gressan: santo Stefano.
- Gressoney-La-Trinité: san Pietro.
- Gressoney-Saint-Jean: san Giovanni Battista.
- Hône: san Giorgio.
- Introd: Conversione di San Paolo.
- Issime: san Giacomo apostolo.
- Issogne: santa Maria Assunta.
- Jovençan: sant'Orso
- La Magdeleine: santa Maria Maddalena.
- La Salle: san Cassiano di Imola.
- La Thuile: san Nicola di Bari.
- Lillianes: san Rocco.
- Montjovet: Natività della Beata Vergine Maria.
- Morgex: santa Maria Assunta.
- Nus: sant'Ilario di Poitiers.
- Ollomont: sant'Agostino.
- Oyace: san Michele Arcangelo.
- Perloz: san Salvatore.
- Pollein: san Giorgio.
- Pont-Saint-Martin: san Lorenzo.
- Pontboset: san Grato di Aosta.
- Pontey: san Martino di Tours.
- Pré-Saint-Didier: san Lorenzo.
- Quart: sant'Eusebio di Vercelli.
- Rhêmes-Notre-Dame: Visitazione della Beata Vergine Maria.
- Rhêmes-Saint-Georges: San Giorgio.
- Roisan: san Vittore di Marsiglia.
- Saint-Christophe: san Cristoforo.
- Saint-Denis: san Dionigi di Parigi.
- Saint-Marcel: san Marcello.
- Saint-Nicolas: san Nicola di Bari.
- Saint-Oyen: sant'Eugendo
- Saint-Pierre: san Pietro.
- Saint-Rhémy-en-Bosses: san Leonardo di Noblac.
- Saint-Vincent: San Vincenzo di Saragozza.
- Sarre: san Maurizio.
- Torgnon: san Martino di Tours.
- Valgrisenche: san Grato di Aosta.
- Valpelline: san Pantaleone.
- Valsavarenche: Beata Vergine del Carmelo.
- Valtournenche: sant'Antonio abate.
- Verrayes: san Martino di Tours.
- Verrès: sant'Egidio.
- Villeneuve: san Biagio.